# Det Kongelige Akademi for de Skønne Kunster
Det Kongelige Akademi for de Skønne Kunster, före 1991 Akademiet for de Skønne Kunster, är en del av Det Kongelige Danske Kunstakademi.

## Historik
Akademiet for de Skønne Kunster var namnet på en 1738 i Köpenhamn grundlagd konstskola åt vilken Fredrik V upplät Charlottenborgs slott vid Kongens Nytorv. Under de först artiondena leddes den företrädesvis av utlänningar såsom fransmannen Jacques Saly och svensken Carl Gustaf Pilo. Även en annan svensk, Johan Edvard Mandelberg, undervisade där en längre tid i dekorationsmålning.
En nationell period inleddes 1772, då Abildgaard och Johannes Wiedewelt samt Jens Juel intog en framträdande plats. Under 1800-talets första del var Akademiets förnämsta namn C. W. Eckersberg. Ända till 1857 hade Akademiet även fått åtaga sig utbildningen i konsthantverk, men därefter blev det endast konstskola och konstsällskap. Under 1800-talets senare del var de ledande personerna Wilhelm Marstrand och Ferdinand Meldahl.
Utställningar av akademiets ledamöter ägde rum från 1821, men efter 1857 blev utställningsrörelsen en självständig institution, som fick sina lokaler i en ny byggnad bakom Charlottenborg. Där är också inrymt Akademiets bibliotek, det största i sitt slag i Norden, samt en omfattande fotgrafisamling.

## Verksamhet
Det Kongelige Akademi for de Skønne Kunster främjar konst och är ett rådgivande organ till regeringen inom arkitektur, bildkonst och angränsande konstarter.
Akademin består av 60 medlemmar som väljs för sex år åt gången av och bland Kunstnersamfundets medlemmar. Akademins ledning, Akademiraadet, väljs av akademimedlemmarna och består av tolv medlemmar med lika fördelning mellan målare, skulptörer och arkitekter.
Akademin delar ut stipendier och flera medaljer.

## Akademins medaljer
- C.F. Hansen-medaljen
- Thorvaldsenmedaljen
- Eckersbergmedaljen
- Thorvald Bindesbøll-medaljen
- N.L. Høyen-medaljen